# Netelia longicauda
Netelia longicauda là một loài tò vò trong họ Ichneumonidae.